# SAS Rue La Boétie
SAS Rue La Boétie est une entreprise financière française, qui porte les participations des caisses régionales au sein du Crédit agricole SA (CASA), l'entité cotée du groupe.
Elle est contrôlée à 100 % par les 39 caisses régionales de Crédit agricole.

## Histoire
En juin 2005, la SAS Rue La Boétie détient 53,95% du capital de CASA.
En février 2006, elle détient 56,5% de CASA.
En décembre 2020, la société reverse 1 milliard d'euros de dividendes aux caisses régionales, en raison de la pandémie de Covid-19 et des appels de la Banque centrale européenne (BCE) à la suspension du versement des dividendes bancaires.
En mai 2024, la SAS Rue La Boétie détient 60,21 % de CASA

## Direction

### Présidence
- Dominique Lefebvre[6]: (2010 - en cours)